# Оганян, Альберт
Альбе́рт Оганя́н (арм. Ալբերտ Օհանյան; 14 мая 1993, Ереван, Армения) — армянский футболист, вратарь. Выступал в юношеской (до 19 лет) и молодёжной сборных Армении.

## Клубная карьера
Оганян является воспитанником футбольной школы «Пюник». Как большинство воспитанников клуба Оганян начал свой профессиональный путь с молодёжных команд. Первое появление произошло в 2010 году в команде «Пюник-2», выступавшейв Первой лиге. В следующем сезоне Оганяна также выступал за «Пюник-2», в течение сезона также периодически привлекался в основную команду, попадая в заявку на матч.
После окончания сезона команду покинул один из двух вратарей клуба — Карен Исраелян. Оганян стал вторым вратарём в «Пюнике», после Арсена Петросяна. Не видя конкуренции, Петросян стал совершать периодично ошибки в матчах, приводившие к пропущенным голам. Доверие к Петросяну немного снизилось, и на матчи периодично стали ставить его дублёра Альберта Оганяна. В мае «Пюник» расторг контракт с Петросяном и Оганян стал основным вратарём. После невнятно проведённых матчей в августе 2012 года, Оганян уступил место своему коллеге Гору Манукяну. Спустя месяц вновь вышел на поле и вновь допустил ошибки, приведшие к поражению и потере очков в чемпионате. В этот период был приобретён Тигран Кандикян, который ещё больше увеличил конкуренцию в команде, все трое вратарей (Манукян, Оганян и Кандикян) выходили на поле попеременно.

## Карьера в сборной
Осенью 2011 года. тренерский штаб юношеской сборной пригласила Оганяна в команду. 21 октября 2011 года Оганян дебютировал в сборной Армении до 19 лет, выйдя в матче против словацких юношей. Отыграв весь матч, Оганян пропустил один мяч, но тем не менее армянская команда праздновала поеду — 2:1. В общей сложности провёл 5 матче, пропустив 10 мячей.
Летом 2012 года состоялся дебют в молодёжной сборной. 12 июня провёл матч против сборной Андорры (4:1).
С июля 2020 года — тренер вратарей в «Урарту-2».

## Достижения
- Обладатель Кубка Армении: 2013/2014

## Статистика выступлений
| Клуб             | Сезон            | Чемпионат | Чемпионат | Кубки | Кубки | Еврокубки | Еврокубки | Всего | Всего |
| Клуб             | Сезон            | Матчи     | Голы      | Матчи | Голы  | Матчи     | Голы      | Матчи | Голы  |
| ---------------- | ---------------- | --------- | --------- | ----- | ----- | --------- | --------- | ----- | ----- |
| Пюник-2          | 2010             | 3         | -?        | -     | -     | -         | -         | 3     | -?    |
| Пюник-2          | 2011             | ?         | -?        | -     | -     | -         | -         | ?     | -?    |
| Всего            | Всего            | 3         | -?        | —     | —     | —         | —         | ?     | -?    |
| Пюник            | 2011             | 0         | 0         | 0     | 0     | 0         | 0         | 0     | 0     |
| Пюник            | 2012/13          | 16        | -21       | 0     | 0     | 2         | -4        | 18    | -25   |
| Всего            | Всего            | 16        | -21       | 0     | 0     | 2         | -4        | 18    | -25   |
| Всего за карьеру | Всего за карьеру | 19        | -21       | 0     | 0     | 2         | -4        | 21    | -25   |